# Vladimirea glebicolorella
Vladimirea glebicolorella is een vlinder uit de familie tastermotten (Gelechiidae). De wetenschappelijke naam is voor het eerst geldig gepubliceerd in 1874 door Erschoff.
De soort komt voor in Europa.